# Mende, Ungern
Mende är en ort i provinsen Pest i Ungern. Den hade 4 109 invånare år 2015.